# Depoe Bay
Depoe Bay és una població dels Estats Units a l'estat d'Oregon. Segons el cens del 2000 tenia 1.174 habitants.

## Demografia
Segons el cens del 2000, Depoe Bay tenia 1.174 habitants, 584 habitatges, i 359 famílies. La densitat de població era de 251,8 habitants per km².
Dels 584 habitatges en un 17% hi vivien nens de menys de 18 anys, en un 51,4% hi vivien parelles casades, en un 7% dones solteres, i en un 38,5% no eren unitats familiars. En el 31% dels habitatges hi vivien persones soles l'11,3% de les quals corresponia a persones de 65 anys o més que vivien soles. El nombre mitjà de persones vivint en cada habitatge era de 2,01 i el nombre mitjà de persones que vivien en cada família era de 2,43.
Per edats la població es repartia de la següent manera: un 14,4% tenia menys de 18 anys, un 3,9% entre 18 i 24, un 22,1% entre 25 i 44, un 35,7% de 45 a 60 i un 23,9% 65 anys o més.
L'edat mediana era de 50 anys. Per cada 100 dones de 18 o més anys hi havia 93,6 homes.
La renda mediana per habitatge era de 35.417$ i la renda mediana per família de 43.967$. Els homes tenien una renda mediana de 28.750$ mentre que les dones 25.469$. La renda per capita de la població era de 24.994$. Aproximadament el 5,5% de les famílies i el 8% de la població estaven per davall del llindar de pobresa.

## Poblacions properes
El següent diagrama mostra les poblacions més properes.